# Kendall Park
Kendall Park ist eine Siedlung und Census-designated place innerhalb der Gemeinde South Brunswick im Middlesex County, New Jersey, USA. Bei der Volkszählung von 2000 wurde eine Bevölkerungszahl von 9.006 registriert.

## Geographie
Nach den Angaben des United States Census Bureaus hat die Ortschaft eine Gesamtfläche von 9,6 km2, wobei keine Wasserflächen miteinberechnet sind.

## Demographie
Nach der Volkszählung von 2000 gibt es 9.006 Menschen, 3.013 Haushalte und 2.431 Familien in der Stadt. Die Bevölkerungsdichte beträgt 934,7 Einwohner pro km2. 79,31 % der Bevölkerung sind Weiße, 4,53 % Afroamerikaner, 0,02 % amerikanische Ureinwohner, 13,19 % Asiaten, 0,06 % pazifische Insulaner, 0,97 % anderer Herkunft und 1,92 % Mischlinge . 4,34 % sind Latinos unterschiedlicher Abstammung.
Von den 3.013 Haushalten haben 45,4 % Kinder unter 18 Jahren. 69,7 % davon sind verheiratete, zusammenlebende Paare, 7,6 % sind alleinerziehende Mütter, 19,3 % , 16,4 % bestehen aus Singlehaushalten und in 7,7 % Menschen sind älter als 65. Die Durchschnittshaushaltsgröße beträgt 2,99, die Durchschnittsfamiliengröße 3,37.
29,9 % der Bevölkerung sind unter 18 Jahre alt, 5,3 % zwischen 18 und 24, 32,4 % zwischen 25 und 44, 21,6 % zwischen 45 und 64, 10,8 % älter als 65. Das Durchschnittsalter beträgt 36 Jahre. Das Verhältnis Frauen zu Männer beträgt 100:94,9, für Menschen älter als 18 Jahre beträgt das Verhältnis 100:92,3.
Das jährliche Durchschnittseinkommen der Haushalte beträgt 74.438 USD, das Durchschnittseinkommen der Familien 82.324 USD. Männer haben ein Durchschnittseinkommen von 59.955 USD, Frauen 40.146 USD. Das Pro-Kopf-Einkommen der Stadt beträgt 26.986 USD. 2,9 % der Bevölkerung und 2,0 % der Familien leben unterhalb der Armutsgrenze, davon sind 2,1 % Kinder oder Jugendliche jünger als 18 Jahre und 9,8 % der Menschen sind älter als 65.